# Сендрюте, Зинаида
Зинаида Сендрюте (лит. Zinaida Sendriūtė; род. 20 декабря 1984, Скуодас) — литовская легкоатлетка, специалистка по метанию диска. Выступала за сборную Литвы по лёгкой атлетике в 2003—2017 годах, участница ряда крупных международных соревнований, в том числе трёх летних Олимпийских игр.

## Биография
Зинаида Сендрюте родилась 20 декабря 1984 года в городе Скуодас, Литовская ССР.
Впервые заявила о себе в лёгкой атлетике на международной арене в сезоне 2003 года, когда вошла в состав литовской национальной сборной и побывала на чемпионате Европы среди юниоров, где стала в метании диска седьмой.
В 2005 году была шестой на молодёжном мировом первенстве в Эрфурте.
В 2006 году выступила на взрослом чемпионате Европы в Гётеборге, но не преодолела здесь предварительный квалификационный этап.
Благодаря череде удачных выступлений удостоилась права защищать честь страны на летних Олимпийских играх 2008 года в Пекине — в программе метания диска показала результат 54,81 метра и в финале участия не принимала.
В 2009 году оказалась седьмой на летней Универсиаде в Белграде, отметилась выступлением на чемпионате мира в Берлине.
На чемпионате Европы 2010 года в Барселоне стала в метании диска пятой.
В 2011 году завоевала серебряную медаль на Универсиаде в Шэньчжэне, уступив в финале только польке Жанете Глянц, заняла 12 место на чемпионате мира в Тэгу.
В 2012 году участвовала в европейском первенстве в Хельсинки, но в финал не вышла. Выполнив олимпийский квалификационный норматив в 62 метра, благополучно прошла отбор на Олимпийские игры в Лондоне — на сей раз метнула диск на 61,68 метра и с этим результатом расположилась в итоговом протоколе на восьмой строке.
В мае 2013 года на соревнованиях в Каунасе установила свой личный рекорд в метании диска — 65,97 метра. Принимала участие в чемпионате мира в Москве, где заняла итоговое девятое место.
На чемпионате Европы 2014 года в Цюрихе была шестой.
В 2015 году выступила на мировом первенстве в Пекине, но преодолеть предварительный квалификационный этап не сумела.
На европейском первенстве 2016 года в Амстердаме стала тринадцатой. Выполнив олимпийский квалификационный норматив в 61 метр, прошла отбор на Олимпийские игры в Рио-де-Жанейро — здесь в зачёте метания диска с результатом 61,89 метра закрыла десятку сильнейших.
После Олимпиады в Рио Сендрюте ещё в течение некоторого времени оставалась в составе легкоатлетической команды Литвы и продолжала принимать участие в крупнейших международных соревнованиях. Так, в 2017 году она выступила на чемпионате мира в Лондоне, где с результатом 60,94 метра остановилась на квалификационном этапе.